# Aldo Maina
Pour les articles homonymes, voir Maina (homonymie).
Aldo Maina, né le 3 octobre 1929 à Poirino et mort le 2 août 1973, est un homme politique italien. Membre du Mouvement social italien - Droite nationale, il est député de la VIe législature de la République italienne du 25 mai 1972 au 2 août 1973.